# Banda Municipal de Porto Alegre
La Banda Municipal de Porto Alegre es un conjunto instrumental oficial de la Alcaldía Municipal de Porto Alegre dependiente de su Secretaría de Cultura. Fue creada el 13 de julio de 1925 por iniciativa del intendente Otávio Rocha y su primer concierto se dio en el Teatro São Pedro el 13 de junio de 1926.